# Xã Houstonia, Quận Pettis, Missouri
Xã Houstonia (tiếng Anh: Houstonia Township) là một xã thuộc quận Pettis, tiểu bang Missouri, Hoa Kỳ. Năm 2010, dân số của xã này là 436 người.